# 演员工会-美国电视和广播艺人联合会
演員工會—美國電視和廣播藝人聯合會（英語： / 簡稱：）是美國一個工會組織，由演員工會與美國電視和廣播藝人聯合會於2012年合併組成，其代表了全球約160,000名媒體專業人士。演員工會—美國電視和廣播藝人聯合會是美國最大工會聯合會美國勞工聯合會和產業工會聯合會的成員， 同時也是國際演員聯合會的成員。

## 組織歷史

### 成立背景
演員工會—美國電視和廣播藝人聯合會由美國電視和廣播藝人聯合會和演員工會於2012年3月30日合併建立。 根據《綜藝》雜誌在2013年1月的報道稱，合併進程只有“少量顛簸”，合併雙方都表現出良好的意願。而該報道也說明了合併的最棘手問題在於原有兩家工會所屬養老基金的合併，其部分原因在於演員向原有養老基金所繳納的費用不足以支付他們在新養老基金的份額。
演員工會—美國電視和廣播藝人聯合會的全國總部設於美國加利福尼亞州的洛杉磯，此外在紐約市也設有一個總部級別的辦公室。 同時，該工會還在全美設有25個地區辦公室。

### 演員工會獎
美國演員工會獎是一項創立於1995年的頒獎典禮，旨在表彰電影和黃金時段電視節目中的傑出表演。自此，美國演員工會獎與金球獎、奧斯卡獎一起成為好萊塢電影界的主要頒獎活動之一。美國演員工會獎既注重個人表演，也注重戲劇系列和喜劇系列以及電影演員的集體表演。

## 成員組成
演員工會—美國電視和廣播藝人聯合會的成員比較多元，包括演員、新聞主播、廣播記者、舞者、唱片騎師、新聞撰稿人、新聞編輯、節目主持人、木偶演員、錄音藝人、歌手、特技演員、配音演員和其他媒體專業人員等。
獲得演員工會—美國電視和廣播藝人聯合會在美國被認為是新進演員或媒體專業人士的一個必經過程，他們通常會在與工會簽有集體談判協議的影視公司找到第一份工作後申請。 演員工會—美國電視和廣播藝人聯合會所提供的工作機會一般被認為比非工會工作要更好。同時由於演員工會—美國電視和廣播藝人聯合會的規模和影響力，大多數主要媒體公司都是通過電影和電視製片人聯盟與其簽訂集體協議。雖然與演員工會—美國電視和廣播藝人聯合會簽訂集體協議的影視公司並非封閉型僱用企業，但他們通常會被要求在招聘時優先考慮演員工會—美國電視和廣播藝人聯合會的成員。
目前全美幾乎所有大中型娛樂企業內的專業演員或專業媒體人員都是演員工會—美國電視和廣播藝人聯合會的成員。而根據演員工會—美國電視和廣播藝人聯合會勞工部門的統計數據顯示，自工會成立以來，約有三分之一的成員處於“退出”、“停權”或“非活躍”的狀態；這些成員在工會內不具有投票權。而在這些成員中，“名譽退出會員”的人數是最多的，約佔20%，即46,934人；而“暫停付費會員”人數是第二多的，約佔14%，即33,422人。 不過此分類方法僅限原演員工會會員，而與美國電視和廣播藝人聯合會無關。

## 主要派系
演員工會—美國電視和廣播藝人聯合會被認為由兩個主要派系組成。最大的派系名為“團結力量（United for Strength）”，其主要宗旨在於為會員尋求更多的就業機會；第二大派系名為“會員優先（Membership First）”，其主要訴求在於批評現任管理層在於影視公司談判時過於快速和軟弱。

## 重要成果

### 第一總則
第一總則規定：演員工會—美國電視和廣播藝人聯合會的任何成員不得給任何未與演員工會—美國電視和廣播藝人聯合會簽署基本最低協議的僱主提供服務或簽署提供服務的協議；該規定在任何有演員工會—美國電視和廣播藝人聯合會全國集體談判協議的司法轄區均有效，即該規定在全球通用。 簡而言之，工會成員在全球始終必須根據工會合約工作。
如工會發佈正式的“禁止工作（Do Not Work）”命令，則代表這份工作的發佈公司尚未與工會簽訂相關協議。

### 遊戲配音罷工
在經過大約一年半的談判之後，演員工會—美國電視和廣播藝人聯合會於2016年10月21日對全美11家電子遊戲開發商和發行商發起罷工活動，這其中包括動視、藝電、Insomniac Games、Take-Two Interactive和華納兄弟遊戲。這次罷工源自2015年2月開始的談判，這次談判的目的在於達成一份新的集體協議以取代2014年年底到期的《互動媒體協議（Interactive Media Agreement）》。 演員工會—美國電視和廣播藝人聯合會在這次罷工中提出了四大訴求：建立合約談判的透明度；防止長時間錄音帶來的配音壓力；為動作捕捉演員提供安全保險；根據視頻遊戲的銷售情況支付餘款，而傳統上電子遊戲行業並未使用這種方式。

## 社會影響
2023年5月，演員工會—美國電視和廣播藝人聯合會與美國電影協會及其他娛樂產業公會聯合發起“綠色理事會倡議（Green Council Initiative）”；該理事會旨在鼓勵和促進對環境負責的娛樂活動。根據截止日的報道，理事會的創始成員包括法蘭·卓雪、凱特·布蘭琪、勞勃·瑞福、梅麗·史翠普、傑夫·布里吉、黛安·基頓、凱文·貝肯、姬娜·薛域、莎瑪·希恩、格洛麗亞·埃斯特凡、彼得·賽斯嘉、羅莎瑞·道森、比利·波特、艾達·羅德里奎茲、傑森·摩莫亞、瑞秋·布魯、克里斯·柯爾弗、大衛·達斯馬齊連和愛倫・克勞福德等人。

## 延伸閱讀
- Sean J. Miller. . 後台（英语：Backstage (magazine)）. 2012-08-15  [2024-01-17]. （原始内容存档于2024-01-17） （英语）.

- Richard Verrier. . 洛杉磯時報. 2012-03-31 （英语）.

## 外部連接
- 官方网站（英文）（西班牙文）